# 마고 스틸리

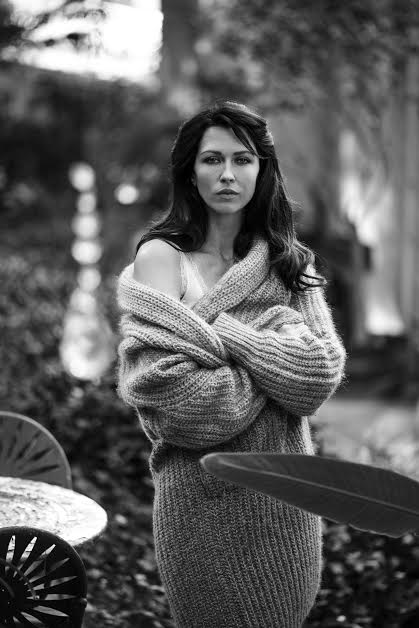

마고 스틸리(Margo Stilley, 1982년 11월 20일 ~ )는 미국의 배우이다.

## 출연 작품

### 영화
- 나인 송즈 (2004) - 리사 역
- 하우 투 루즈 프렌즈 (2008) - 잉그리드 역
- 공포의 스튜디오 (2008, Reverb)
- 골! 3 (2009)
- 빅토르와 14일 (2010, 14 Days with Victor)
- 트립 투 잉글랜드 (2010, The Trip) - 미샤 역
- Angel (2015)
- 트립 투 스페인 (2017) - 미샤 역
- 히피 히피 셰이크 (미정)

### 텔레비전
- 아가사 크리스티: 미스 마플 (2008) - 위치우드 살인사건(Murder Is Easy) 편
- The Trip (2010)